# Kriopeksja
Kriopeksja (ang. retinal cryopexy) – zabieg wykorzystywany w leczeniu odwarstwienia siatkówki, zwykle stosowany przy uszkodzeniach na obwodzie siatkówki, które mogą być trudne do wyleczenia laserem. Polega na zamrożeniu siatkówki i naczyniówki wokół rozdarcia. W wyniku gojenia ran po zabiegu, tworzą się zrosty, które wpływają na ponowne przyleganie siatkówki.